# Nothobranchius wattersi
Nothobranchius wattersi är en art av årstidsfisk bland de äggläggande tandkarpar som lever i Malawi i Afrika. Den förekommer främst i tillfälliga vattendrag som omger floden Shire, och omkring de centrala och södra delarna av Malawisjön och Malombesjön – dock inte i själva sjöarna. Vuxna exemplar kan bli upp till 5,3 cm långa. Arten har fått sitt namn efter sydafrikanen Brian R. Watters, professor emeritus vid University of Regina i staden Regina i Kanada, som vid sidan av sitt arbete som geolog företagit många resor till Södra- och Östafrika och där insamlat och artbeskrivit ett stort antal äggläggande tandkarpar, framför allt inom släktena Nothobranchius och Aplocheilichthys.

## Upptäckt och taxonomi
Arten beskrevs vetenskapligt år 2013 av iktyologerna Enoch Ng'oma, Stefano Valdesalici, Kathrin Reichwald och Alessandro Cellerino i tidskriften Journal of Fish Biology, utgiven av The Fisheries Society of the British Isles genom förlaget Wiley-Blackwell. Typlokalen för den holotyp som ligger till grund för den vetenskapliga beskrivningen av arten anges vara en tillfällig regnvattenpöl utmed väg S29, cirka 9–11 km ostnordost om staden Salima i distriktet Salima i Malawi.
Arten uppvisar flera likheter i färgteckningen med Nothobranchius kirki, vars närmaste habitat finns i Likangala-floden och omkring Chilwasjön, endast cirka 60 km söder om Malombesjön. Inga andra Nothobranchius-arter uppvisar just de färgkombinationer som N. wattersi och N. kirki delar, vilket ger dem en särställning i släktet. Utöver de yttre likheterna uppvisar emellertid de båda arterna sinsemellan tydliga molekylärbiologiska såväl som morfologiska skillnader, varför det inte råder något tvivel om att N. wattersi och N. kirki förvisso är närbesläktade med varandra, men inte samma art.

## Livscykel
Nothobranchius wattersi är kortlivade, och upplever i naturen mycket sällan sin ettårsdag. Anledningen till detta är att de lever i områden med synnerligen stora skillnader mellan regnperiod och torrperiod, och under den sistnämnda torkar allt flytande vatten ut, varvid de vuxna individerna utan undantag dör. Därav beteckningen "årstidsfiskar". Arten överlever då endast tack vare de romkorn som avlagts i bottensedimentet, och som kan ligga vilande i en så kallad diapaus upp till och med fyra månader eller mer, i väntan på nästa regnperiod. Denna livscykel tycks vara hårt kodad i fiskarnas gener, för även i fångenskap blir Nothobranchius wattersi sällan över året gamla, trots att det då givetvis inte saknas vatten eller foder.
Regnperioderna varar oftast uppemot sju, åtta månader, och under denna tid måste alltså nothobranchiusäggen hinna kläckas och de små ynglen växa upp och bli könsmogna för att hinna leka och avge nya romkorn. Misslyckas detta är risken stor att arten dör ut. Evolutionen har lett till att ynglen därför är extremt snabbväxande: från att bara ha varit 3–4 millimeter långa vid kläckningen växer hanarna under goda förhållanden upp till cirka 5 centimeters längd och uppnår könsmognad efter bara sex veckor. Till skillnad från de flesta andra romläggande fiskar är ynglen vid kläckningen relativt väl utvecklade, har redan förbrukat sin gulesäck, och kan genast simma fritt. Honorna utvecklas i en något långsammare, men jämnare takt.